# U-219
U-219 – niemiecki okręt podwodny (U-Boot) z okresu II wojny światowej.

## Historia
U-219 był dużym podwodnym stawiaczem min typu X B. Jak wszystkie osiem jednostek typu został zbudowany w stoczni Krupp Germaniawerft w Kilonii. Zamówienie na okręt złożono 6 sierpnia 1940 roku. U-219 został zwodowany 6 października 1942 roku, a do służby w Kriegsmarine wszedł 12 grudnia tegoż roku.
Na czas szkolenia okręt został przydzielony do 4. U-Flotille bazującej w Stettin. Od lipca 1943 roku U-219 wchodził w skład 12. U-Flotille w Bordeaux. Przez cały okres służby w Kriegsmarine dowódcą okrętu był Korvkpt. Walter Burghagen.
U-219 odbył na Atlantyku jeden patrol bojowy, trwający od 22 października 1943 roku do 1 stycznia 1944 roku (77 dni w morzu), w trakcie którego zaopatrywał w uzbrojenie, paliwo i żywność inne niemieckie U-Booty: U-91, U-103, U-170, U-172, U-510.
Po powrocie do Bordeaux U-219 został poddany przebudowie na podwodny transportowiec, mający przewozić materiały strategiczne pomiędzy III Rzeszą a portami Azji. W trakcie przebudowy wzmocniono uzbrojenie przeciwlotnicze okrętu kosztem zdemontowanej armaty kal. 105 mm, zainstalowano chrapy oraz przystosowano szachty minowe do przewozu ładunku. U-219 wypłynął z Bordeaux 23 sierpnia 1944 roku, płynąc dookoła Przylądka Dobrej Nadziei na Ocean Indyjski.
W trakcie tego rejsu okręt został 28 września w rejonie Wysp Zielonego Przylądka zaatakowany przez amerykańskie samoloty Grumman Avenger z lotniskowca eskortowego USS „Tripoli”. Jeden z atakujących samolotów, pilotowany przez porucznika Williama R. Gillespie, został zestrzelony przez artylerię przeciwlotniczą U-219. 12 grudnia 1944 roku U-219 wpłynął do portu w Batawii.
Po kapitulacji III Rzeszy U-219 został przejęty przez japońską marynarkę wojenną i od 15 lipca 1945 roku służył pod oznaczeniem I-505. W sierpniu 1945 roku okręt skapitulował przed Aliantami w Batawii.

## Przebieg służby

### Dowódcy
- 12.12.1942. – 6.05.1945. Korvkpt. Walter Burghagen

### Przydział do flotylli
- 12.12.1942 – 30.06.1943: 4 U-Flottille Stettin
- 1.07.1943 – 30.09.1944: 12 U-Flottille Bordeaux
- 1.12.1944 – 6.05.1945: 33 U-Flottille Batawia

### Odbyte patrole bojowe
- Liczba patroli bojowych – 2
- Liczba zaopatrywanych okrętów – 5